# گرگ موریس
گرِگ موریس (انگلیسی: Greg Morris; ‏۲۷ سپتامبر ۱۹۳۳ – ۲۷ اوت ۱۹۹۶) یک هنرپیشه اهل ایالات متحده آمریکا بود. او بین سال‌های ۱۹۶۳ تا ۱۹۹۵ میلادی فعالیت می‌کرد.

## گزیده فیلمشناسی
از فیلم‌ها یا برنامه‌های تلویزیونی که وی در آن نقش داشته‌است می‌توان به آثار زیر اشاره کرد.
- دکتر کیلدر (۱۹۶۳)
- منطقه نیمه‌روشن (1963)
- فراری (مجموعه تلویزیونی) (1965)
- مأموریت: غیرممکن (۱۹۶۶–۱۹۷۳)
- مرد شش‌میلیون‌دلاری (1974)
- خیابان‌های سان‌فرانسیسکو (1975)
- مینی‌سریال ریشه‌ها: نسل‌های بعدی (1979)

## نگارخانه

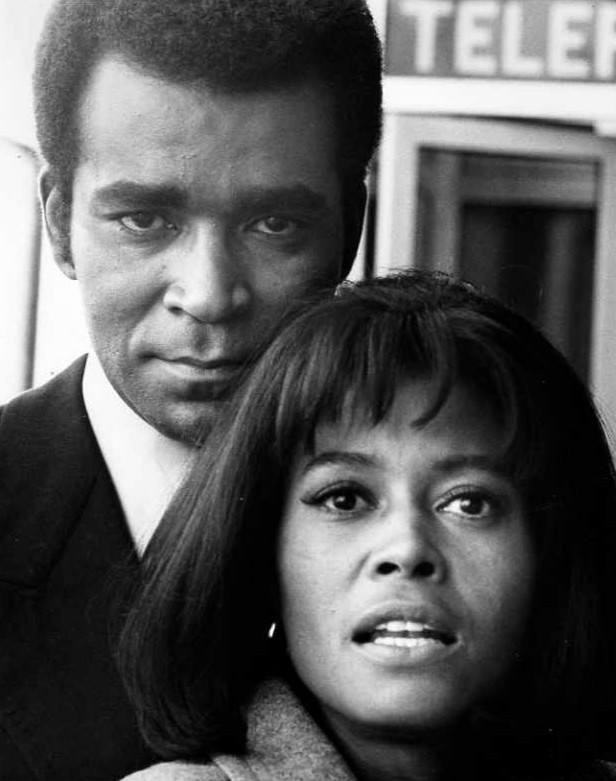